# Novotny Géza
Novotny Géza (? – ?) magyar labdarúgó.

## Sikerei, díjai
Ferencvárosi TC
- Magyar bajnokság
  - bajnok: 1903
  - ezüstérmes: 1902, 1904
- Magyar kupa
  - győztes: 1903